# Mollicutes
Mollicutes (lat. mollis = „weich“, cutis = „Haut“, die Weichhäutigen) bezeichnet eine Gruppe zellwandloser Bakterien, die als eigene Klasse zunächst dem Stamm (Phylum) der meist grampositiven Firmicutes zugeordnet wurden. Später wurden sie – basierend auf 16S-rRNA-Analysen – als eigener Stamm Tenericutes – heute Mycoplasmatota (mit den Mollicutes als einziger Klasse) abgetrennt (vgl. Systematik der Bakterien). Die Mycoplasmatota/Tenericutes (mit den Mollicutes) sind wegen des Fehlens einer Zellwand (kein Peptidoglycan) gramnegativ. Nach Genomvergleichen wurden die Mollicutes von manchen Autoren aber wieder den Firmicutes zugeteilt.
Die Mollicutes gehören zu den kleinsten bekannten Organismen, viele leben parasitisch von anderen Zellen. Die winzigen (0,2–0,3 µm) Bakterien  sitzen dabei auf oder in ihren Wirtszellen und entnehmen diesen viele der Verbindungen, die sie zum Leben benötigen.
Das Genom der Mollicutes ist sehr klein und lässt zahlreiche Gene für die Synthese lebenswichtiger Moleküle (etwa Aminosäuren) vermissen. Dies beruht – genau wie das Fehlen einer Zellwand – auf der Anpassung an die parasitische Lebensweise.
Besonders in der Familie der Mycoplasmataceae (zur Ordnung der Mycoplasmatales gehörend, vgl. unten, Kapitel Systematik) findet man Krankheitserreger. Bis heute sind 210 Arten beschrieben worden, darunter auch Erreger von Pflanzenkrankheiten.
Umgangssprachlich werden die Mollicutes als „Mykoplasmen“ (sing. Mykoplasma) bezeichnet, was immer wieder für Verwirrung sorgt.
Vertreter der Mollicutes sind in Forschungslabors gefürchtete Kontaminanten von Zellkulturen, weil sie aufgrund ihrer geringen Größe und flexiblen Zellstruktur bakteriendichte Filter passieren können. Durchschnittlich 30 % aller Zellkulturen sollen Mykoplasmen enthalten. Die häufigsten Kontaminanten sind Mycoplasma hyoorhinis, M. arginii, M. orale und Acholeplasma laidlawaii. Die Mykoplasmen können physiologische und morphologische Parameter der infizierten Zellen verändern und so die Ergebnisse verschiedener Experimente beeinflussen. Zellkulturen müssen deshalb regelmäßig auf Kontamination untersucht werden.

## Systematik
Die Klasse der Mollicutes enthält die Ordnungen (Stand Oktober 2019):
- Acholeplasmatales
- Anaeroplasmatales
- Entomoplasmatales
- Mycoplasmatales

Die Ordnung der Mycoplasmatales enthält nur eine Familie, die Mycoplasmataceae, u. a. mit der bekannten Gattung Mycoplasma.

## Morphologie und Vermehrungsweise
Die zellwandlosen Mollicutes (Mykoplasmen) sind vielgestaltig (pleomorph), oft bläschenförmig. Kolonien auf festem Nährboden zeigen eine charakteristische Spiegeleiform.
Die Mollicutes (Mykoplasmen), früher PPLO (pleuropneumonia-like organisms) genannt, vermehren sich nicht durch Zweiteilung (binary fission), sondern durch einen Knospungsmechanismus, wie durch kontinuierliche Beobachtung lebender Zellen im Phasenkontrastmikroskop gezeigt wurde.

## Phylogenie der Mollicutes (Mykoplasmen)
Anfangs wurden diese sehr kleinen filtrierbaren zellwandlosen Bakterien oft als stabile L-Formen von Bakterien oder sogar als Viren betrachtet. Durch phylogenetische Analysen wurde gezeigt, dass diese Organismen von Bakterien abstammen, die im Lauf der Evolution ihre Zellwände verloren haben.